# Arrondissement de Hoorn
L'arrondissement de Hoorn est une ancienne subdivision administrative française du département du Zuyderzée créée le 1er janvier 1814 et supprimée le 11 avril 1814.

## Composition
Il comprenait les cantons d'Edam, Enkhuizen, Grootebroek, Hoorn, Medemblik, Monnickendam et Purmerend.